# Свети Прокопий (Големо село)
„Свети Прокопий“ (на сръбски: Храм Св. великомученика Прокопија) е възрожденска православна църква във вранското село Големо село, югоизточната част на Сърбия. Част е от Вранската епархия на Сръбската православна църква.
Църквата е гробищен храм. Изградена е по инициатива на свещеник Васо Попович. Осветена е от митрополит Виктор Нишки на 14 август 1878 година. Негов автор е дебърският майстор Зафир Василков.